# Paul Chalfin
Paul Chalfin (* 2. November 1874 in New York City; † 15. Februar 1959 in Upper Montclair (New Jersey)) war ein amerikanischer Innenarchitekt.
Der Sohn von Colonel Samuel Fletcher Chalfin und Jane Voorhees (Connolly) Chalfin brach sein Studium an der  Harvard University nach zwei Jahren ab und inskribierte bei der Art Students League of New York, um Malunterricht zu nehmen. 1898 wurde er zur  École des Beaux-Arts in Paris zugelassen, wo er beim Genremaler Jean-Léon Gérôme studierte. Nach zwei Jahren kehrte Chalfin in die USA zurück. 1903 war Chalfin als Kurator für Chinesische and Japanische Kunst im Museum of Fine Arts in Boston tätig. 1905 erhielt er ein dreijähriges Lazarus Scholarship für Italien.
Ab 1910 arbeitete Chalfin mit dem Architekten F. Burrall Hoffman an der Villa Vizcaya des Industriemagnaten James Deering zusammen. Über Chalfins spätere Karriere ist wenig bekannt.
1956 wurde er zum Ehrenmitglied des American Institute of Decorators ernannt.